# Müslüm
Pour plus de détails, voir Fiche technique et Distribution.
Müslüm est un film biographique turc co-réalisé par Ketche et Can Ulkay, sorti en 2018. Il est premier au box-office turc pour l'année 2018.

## Synopsis
Le film raconte la vie du fameux chanteur turc Müslüm Gürses, mort en 2013.

## Histoire du film
Le film raconte l'histoire du chanteur Müslüm Gürses depuis son plus jeune âge. Nous découvrons la vie qu'il a eu et qu'est-ce qu'il l'a mené à un tel succès.

## Distribution
Sauf indication contraire, les informations mentionnées dans cette section peuvent être confirmées par la base de données cinématographiques IMDb,  présente dans la section « Liens externes ».
- Timuçin Esen : Müslüm Gürses (Akbaş)
- Zerrin Tekindor : Muhterem Nur
- Ayça Bingöl : Emine Akbaş
- Erkan Can : Limoncu Ali
- Taner Ölmez : Ahmet Akbaş
- Erkan Avcı : Bahtiyar
- Şahin Kendirci : Müslüm Gürses (jeune)
- Turgut Tunçalp : Mehmet Akbaş
- Güven Kıraç : Burhan Bayar
- Erkan Kolçak Köstendil : propriétaire de la boîte de nuit
- Aleyna Özgeçen : Ayşe

## Fiche technique
Sauf indication contraire, les informations mentionnées dans cette section peuvent être confirmées par la base de données cinématographiques IMDb,  présente dans la section « Liens externes ».
- Titre : Müslüm
- Autre titre : Müslüm Baba
- Réalisation : Ketche et Can Ulkay
- Scénario : Hakan Günday et Gürhan Özçiftçi
- Direction artistique : Özlem Görer, Süleyman İyisu et Fırat Yünlüel
- Décors : Hakan Gözütok
- Costumes : Mehmet Buğra Avcı, Dilan Bilici et Burak Koç
- Photographie : Martin Szecsanov
- Montage : Mustafa Presheva
- Musique : Burhan Bayar
- Casting : Burcu Binbaşaran et İlknur Yeşilnar
- Production : Mustafa Uslu, Nuri Yıldırım et Çağlar Ercan
- Société de production : Dijital Sanatlar
- Sociétés de distribution : CGV Mars (Turquie) et Kinostar Filmverleih (Europe)
- Budget : 21 000 000 livres turques (estimation)
- Pays d'origine :  Turquie
- Langue originale : turc
- Format : couleur - 2,35:1
- Genre : biopic, drame
- Durée : 136 minutes
- Dates de sortie : 
  - Turquie : 26 octobre 2018
  - Europe : 15 novembre 2018
- Classification : tous publics

## Accueil

### Box-office
En Turquie, le film est premier au box-office de 2018 avec 6 387 682 entrées en 11 mois et 3 semaines, et rapporte 83 708 692,90 livres turques (environ 13 729 964,08 euros) pour un budget estimé à 21 000 000 livres turques (environ 3 444 436,12 euros).